# 内藤善弘
内藤 善弘（ないとう よしひろ、1964年10月24日 - ）は、奈良県大和高田市出身の作家、会社社長。兵庫県宝塚市に在住。

## 経歴
奈良県立高田高等学校、関西学院大学を卒業し生命保険会社に入社。1995年に損害保険会社に転職、1998年に保険代理店として独立（5年後に廃業）。2001年にはITコンサルティング会社を設立。

## 作品
- 『恋する気持ちが止められない』2005年、文芸社、ISBN 978-4835586861
- 『不払いにあわない! 信頼できる保険の選び方』2006年、ゴマブックス、ISBN 978-4777103621